# ロラン・ティリ
ロラン・ティリ（Laurent Tillie、1963年12月1日 - ）は、フランスの元男子バレーボール選手、指導者。

## 来歴
アルジェリアのアルジェ出身。
1982年から1995年までフランス代表としてプレーし、400試合近く出場。ヨーロッパ選手権で、1985年に銅メダル、1987年に銀メダルを獲得。1988年ソウルオリンピック、1992年バルセロナオリンピックにも出場した。1991年から1992年までは代表のキャプテンも務めた。プロリーグでは、フランス・リーグAのASカンヌやイタリア・イタリア・セリエA（現・スーパーリーガ）のパラボロ・ファルコナーラなどでプレーし、リーグAでは8回の優勝を経験した。
2001年、フランスのクラブチーム・ニースVBで選手としてのキャリアを終えると、同年より、8シーズンプレーしたASカンヌの監督に就任し、12シーズン指揮。ASカンヌでは、2005年リーグ優勝、2007年にカップ戦優勝の結果を残している。その間の2005年にチェコ代表の監督も兼任し、2005年ヨーロッパ選手権では9位の結果を残した。
2012年よりフランス代表監督に就任。2015年にFIVBワールドリーグとヨーロッパ選手権で優勝を果たした。しかし、2016年のリオデジャネイロオリンピックでは結果を残せず9位。それでも、2017年FIVBワールドリーグで再び優勝。
2020年、代表監督との兼任でパナソニックパンサーズの監督に就任。
2021年、2020年東京オリンピック終了をもってフランス代表監督を退任し、ベルナルド・レゼンデに引き継ぐこととなる。そして、フランス代表監督としての最後の大会となる東京オリンピックで、フランス代表をオリンピック初の金メダルに導いた。
2024年11月、翌シーズンの日本男子代表監督就任が発表された。
2025年2月7日に個人的都合により一時帰国し、不在の期間は伊藤健士が代行を務めた。4月10日にチームに復帰。5月に大阪ブルテオン監督契約満了による退任が発表された。

## 人物
父親のガイはバレーボール選手、弟のパトリスは水球選手である。
オランダのバレーボール選手であった妻のキャロラインとの間に、バスケットボール選手のキム、バレーボール選手のケヴィン、バスケットボール選手のキリアンの3人の息子がいる。

## 所属チーム

### 選手歴

#### 所属クラブ
- ASカンヌ（1980-1984年）
- パラボロ・ファルコナーラ（1986-1987年）
- ASカンヌ（1987-1991年）
- パラボロ・ファルコナーラ（1991-1994年）
- パリUC（1995-1998年）
- ニースVB（1998-2001年）

#### ナショナルチーム
- フランス代表（1982-1995年）

### 指導歴

#### 監督
- ASカンヌ（2001-2012年）
  -  チェコ代表（2005-2006年）
- フランス代表（2012-2021年）
  -  RCカンヌ（2016-2017年）
- パナソニックパンサーズ/大阪ブルテオン（2020-2025年）